# パク・チョンア (バレーボール)
パク・チョンア（ハングル表記:박정아、ラテン翻記:Park Jeong-ah、1993年3月26日 - ）は、大韓民国の女子バレーボール選手。大韓民国代表。

## 来歴
釜山広域市出身。小学4年次よりバレーボールを始める。地元の南星女子高校（韓国語版）に進学後、急成長を遂げた。同校バレー部監督は「高身長ながら守備がうまく、後衛でもリベロと交代させない。ライト、センターと他のポジションもこなせる」と絶賛した。ユース代表を経て、2009年のワールドグランドチャンピオンズカップにおいて、弱冠16歳でシニア代表デビューを果たした。
2010/11の韓国Vリーグドラフト会議で、キム・ヒジンらとともに新生チームであるIBK企業銀行アルトスの優先指名を受け、プロ選手となった。翌2011/12シーズンからレギュラーとして活躍し、同シーズンの新人選手賞に輝いた。
2015/16シーズンの2月27日、首位を走るアルトスに対し、急追する現代建設との直接対決で、マクマホンとキム・ヒジンが故障欠場する試合であったが、チョンアが32得点をあげる活躍を見せ、アルトスのレギュラーラウンド優勝を決定づけた。この試合の活躍によりレギュラーラウンド第6ラウンドのMVPを受賞した。
2017年、FA権を行使して韓国道路公社ハイパスに移籍した。
2017/18シーズンのチャンピオン決定戦では、古巣のIBK企業銀行相手に大活躍をしてハイパスを優勝に導き、自身初のチャンピオン決定戦MVPを受賞した。
2019年12月7日、IBK企業銀行戦で国内選手最多タイ記録である1試合40得点を記録した。
2022年、東京五輪終了後に韓国代表を勇退したキム・ヨンギョンの後継として代表チームのキャプテンに選出された。
2022/23シーズンの序盤は不調であったが、徐々に復調してシーズン途中に加入したキャットベルと共にハイパスの攻撃陣を牽引した。チャンピオン決定戦ではキム・ヨンギョンが復帰した興国生命相手に、0勝2敗と王手をかけられた状況から3連勝を成し遂げ、ハイパスを5年ぶりの優勝に導いた。
2023年1月21日、興国生命戦で韓国Vリーグ歴代最小試合（337試合）で個人通算得点5,000点（歴代5位）を達成した。
2023年オフシーズン、自身2度目のFAとなり去就が注目されたが、女子選手としては史上最高年俸の契約をペッパー貯蓄銀行AIペッパーズと結び、移籍した。
移籍に伴い背番号をハイパス在籍時の「9」から高校在学時そしてIBK在籍時につけていた「10」に変更した。

## プレイスタイル
187cmという長身を生かして繰り出される攻撃は、韓国選手の中でも随一である。フェイク攻撃も巧みに活用するため、1試合に必ず20得点は計算できる選手である。しかし彼女の魅力は何といっても試合終盤（クラッチタイム）においての勝負強さだろう。冷静に状況を見極めて攻撃を放つため、重要な局面では彼女にボールがたくさん集まる。
ゆえにファンからついたニックネームがクラッチパク。特に東京オリンピックでの活躍は目覚ましく、前述のニックネーム含めて広く彼女の名が知れ渡ることとなった。
一方レシーブなどの守備面においては、課題となる部分が多い。特にリオオリンピックでは相手チームから狙い撃ちをされて弱点を露呈することになってしまった。しかし東京オリンピックではキム・ヨンギョンの対角として守備面でも韓国代表を支えるなど、年を重ねるごとに改善の兆しは見られる。

## 人物
試合中によくポーカーフェイスを維持する代表的な選手である。チームメイトの得点には喜ぶことが多いが、むしろ本人の得点ではポーカーフェイスを保つ姿がしばしば捉えられる。最も代表的な例として東京オリンピック日本戦での第5セット13-14からの得点シーンが挙げられる。

## 球歴
- 大韓民国代表 - 2009年-
- 三大大会
  - オリンピック - 2016年（5位）、2021年（4位）
  - ワールドカップバレーボール - 2015年（6位）、2019年（6位）
- その他の大会
  - アジア競技大会 - 2014年（金メダル）
  - アジア選手権 - 2011年（銅メダル）、2013年（銅メダル）、2015年（銀メダル）、2017年（銅メダル）

## 所属クラブ
- 南星女子高等学校（韓国語版）
- IBK企業銀行アルトス（2010-2017年）
- 韓国道路公社ハイパス（2017-2023年）
- ペッパー貯蓄銀行AIペッパーズ（2023年-）

## 受賞歴
- 2011/12 Vリーグ 新人選手賞
- 2014/15 Vリーグ ベスト7
- 2015/16 Vリーグレギュラーラウンド 第6ラウンド MVP
- 2016　   KOVOカップ MVP
- 2016/17 Vリークレギュラーラウンド第1ラウンド MVP
- 2017/18 Vリーグチャンピオン決定戦 MVP
- 2018/19 Vリーグ ベスト7
- 2021/22 Vリーグ ベスト7

## 個人成績
韓国Vリーグレギュラーラウンドにおける個人成績は下記の通り。※太字はシーズン自己ベスト
| シーズン | 所属         | 出場 | 出場   | アタック | アタック | アタック | ブロック | ブロック | サーブ | サーブ | サーブ       | レセプション | レセプション | 総得点 | 備考 |
| -------- | ------------ | ---- | ------ | -------- | -------- | -------- | -------- | -------- | ------ | ------ | ------------ | ------------ | ------------ | ------ | ---- |
| シーズン | 所属         | 試合 | セット | 打数     | 得点     | 決定率   | 決定     | /set     | 打数   | エース | 決定本数/set | 受数         | 成功率       | 総得点 | 備考 |
| 2011/12  | IBK銀行      | 26   | 99     | 614      | 225      | 36.64%   | 39       | 0.39%    | 341    | 41     | 0.41%        |              | 33.58%       | 305    |      |
| 2012/13  | IBK銀行      | 29   | 107    | 718      | 280      | 39%      | 40       | 0.37％   | 267    | 24     | 0.22%        |              | 6.45%        | 344    |      |
| 2013/14  | IBK銀行      | 30   | 106    | 885      | 362      | 40.9%    | 29       | 0.27％   | 235    | 17     | 0.16%        |              | 23.4%        | 408    |      |
| 2014/15  | IBK銀行      | 30   | 115    | 861      | 346      | 40.19%   | 36       | 0.31％   | 232    | 9      | 0.08%        |              | 21.05%       | 391    |      |
| 2015/16  | IBK銀行      | 30   | 110    | 769      | 290      | 37.71%   | 50       | 0.45％   | 265    | 18     | 0.17%        |              | 26.47%       | 373    |      |
| 2016/17  | IBK銀行      | 29   | 106    | 1070     | 406      | 37.94%   | 39       | 0.37%    | 297    | 15     | 0.14%        |              | 15%          | 460    |      |
| 2017/18  | 韓国道路公社 | 29   | 117    | 1197     | 422      | 35.25%   | 38       | 0.32%    | 326    | 18     | 0.15%        |              | 0%           | 478    |      |
| 2018/19  | 韓国道路公社 | 29   | 115    | 1401     | 519      | 37.04%   | 45       | 0.39%    | 349    | 24     | 0.21%        |              | 15.09%       | 588    |      |
| 2019/20  | 韓国道路公社 | 25   | 98     | 1215     | 428      | 35.23%   | 23       | 0.23%    | 334    | 19     | 0.19%        |              | 0%           | 470    |      |
| 2020/21  | 韓国道路公社 | 30   | 121    | 1258     | 441      | 35.06%   | 36       | 0.30%    | 356    | 9      | 0.07%        |              | 4.86%        | 486    |      |
| 2021/22  | 韓国道路公社 | 32   | 115    | 1153     | 393      | 34.08%   | 34       | 0.30%    | 281    | 13     | 0.11%        |              | 7.09%        | 440    |      |
| 2022/23  | 韓国道路公社 | 32   | 126    | 1287     | 458      | 35.59%   | 53       | 0.42%    | 355    | 15     | 0.12%        |              | 21.77%       | 526    |      |
| 2023/24  | AIペッパーズ | 36   | 136    | 1249     | 408      | 32.67%   | 44       | 0.32%    | 470    | 18     | 0.12%        |              | 12.84%       | 468    |      |